# Coelichneumon motivus
Coelichneumon motivus là một loài tò vò trong họ Ichneumonidae.